# Oppunda tingslag
Oppunda tingslag var ett tingslag i Södermanlands län och i Oppunda och Villåttinge domsaga (före 1879 i Kungadömets domsaga). Tingsplats var från 1881  Katrineholm, innan dess Stensjö.
Tingslaget bildades 1680 och uppgick 1 januari 1948 i Oppunda och Villåttinge domsagas tingslag.

## Ingående områden
Tingslaget omfattade Oppunda härad.